# Rahel (Musikerin)

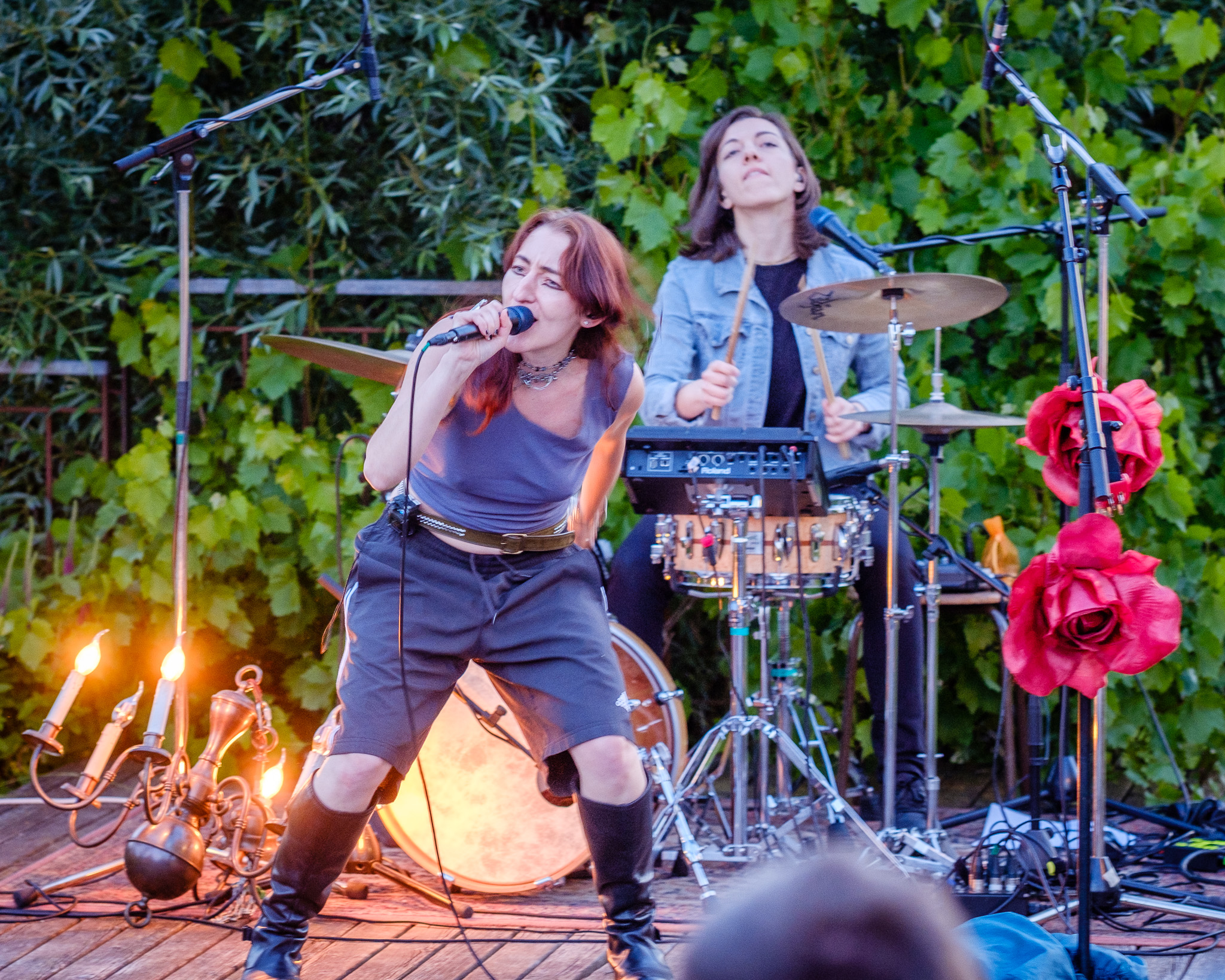
Rahel und Teresa Müllner (OKH Vöcklabruck 2024)

Rahel (* 1995 in Etzelsreith; bürgerlich Rahel Kislinger) ist eine österreichische Musikerin.

## Leben und Werk
Rahel wurde 1995 in Etzelsreith im Waldviertel geboren und wuchs dort in einer alternativen Bauernhof-WG auf. Heute lebt sie in Wien. Sie kam als Kind mit dem Theater in Berührung und stand mit sieben Jahren als kleine Julia in Romeo und Julia auf der Bühne. Bis 2018 studierte sie Schauspiel bei Elfriede Ott und spielte unter anderem bei den Nestroyfestspielen Schwechat, am Schauspielhaus Wien und im Theater Spielraum. Ihr Sound entstand in Zusammenarbeit mit dem Produzenten Raphael Krenn. Inspiration fanden die beiden zu Beginn bei Künstlerinnen der Neuen Deutschen Welle wie Annette Humpe und ihrer Band Ideal oder Nena. Später legten sie sich nicht mehr auf ein Genre fest.
Im August 2021 erschien ihre erste Single Tapp Tapp Tapp. Im Jahr darauf folgte der Release der EP Die allerschönste Angst. In den Jahren 2023 bis 2025 war die Musikerin für einen Amadeus Austrian Music Award in der Kategorie FM4 Award nominiert.
Nach der Veröffentlichung weiterer Singles und EPs (Ein sehr schöner Witz, Miniano, Nicht mal Nihilist und Grütze - bist du gut im Atmen) kam am 8. März 2024 ihr Debütalbum Miniano heraus. Im Juni 2024 veröffentlichte Rahel ihren Song Wir trafen uns in einem Garten – ein Cover des gleichnamigen Titels von 2raumwohnung.

## Diskografie

### Alben
- 2024: Miniano (Ink Music)

### EPs
- 2022: Die allerschönste Angst
- 2023: Ein sehr schöner Witz
- 2023: Miniano (Ink Music)
- 2024: Nicht mal Nihilist (Ink Music)
- 2024: Grütze - bist du gut im Atmen (Ink Music)

### Singles
- 2021: Tapp Tapp Tapp
- 2021: Hochsommer
- 2021: Nur eine Phase
- 2022: Irgendwo in dieser Stadt
- 2022: Fliegen
- 2022: Ein sehr schöner Witz (Ritalin)
- 2023: Fliegen (Simulation)
- 2023: He nur da
- 2023: Volare [mit Resi Reiner]
- 2023: schaffner
- 2023: Bitte nicht blicken / Zum Tag des Barsches
- 2023: Schaffner
- 2024: Wir trafen uns in einem Garten (Ink Music)
- 2025: mondsong (Ink Music)